# Moderato Wisintainer
Moderato Wisintainer (* 14. Juli 1902 in Alegrete; † 31. Januar 1986 in Pelotas) war ein brasilianischer Fußballnationalspieler.

## Karriere
Wisintainer startete seine Laufbahn bei EC 14 de Julho in Santana do Livramento. Schon bald wechselte er in seiner Heimatstadt Alegrete zum Guarani FC. Nach einer Zwischenstation in Porto Alegre beim EC Cruzeiro führte ihn sein weiterer Weg nach Rio de Janeiro zum CR Flamengo. Hier verbrachte er die meiste Zeit seiner Karriere, insgesamt sieben Jahre.
Seine Laufbahn in der Nationalmannschaft begann bei der Campeonato Sudamericano 1925. Hier wurde er mit der Mannschaft Zweiter. Bei der Fußball-Weltmeisterschaft 1930 kam er beim Spiel gegen Bolivien am 20. Juli zum Einsatz und steuerte zu dem 4:0-Erfolg zwei Tore bei. Die nachstehenden Einsätze in der Nationalmannschaft sind nachgewiesen.
Offizielle Länderspiele
- 6. Dezember 1925 gegen Paraguay, Ergebnis: 5:2 (Campeonato Sudamericana)
- 13. Dezember 1925 gegen Argentinien, Ergebnis: 1:4 (Campeonato Sudamericana)
- 17. Dezember 1925 gegen Paraguay, Ergebnis: 3:1 (Campeonato Sudamericana)
- 25. Dezember 1925 gegen Argentinien, Ergebnis: 2:2 (Campeonato Sudamericana)
- 22. Juli 1930 gegen Bolivien, Ergebnis: 4:0 (Fußball-Weltmeisterschaft) (2 Tore)

## Erfolge
Guarani
- Staatsmeisterschaft von Rio Grande do Sul: 1920

Flamengo
- Staatsmeisterschaft von Rio de Janeiro: 1925, 1927

## Trivia
Nach seiner aktiven Laufbahn arbeitete Dr. Moderato Wisintainer als Ingenieur in Pelotas. Er war auch als Funktionär für den CE Bento Gonçalves tätig und wurde in späteren Jahren ein begeisterter Golfspieler.